# Pectinariophyes rudinotum
Pectinariophyes rudinotum är en insektsart som beskrevs av Maa 1963. Pectinariophyes rudinotum ingår i släktet Pectinariophyes och familjen Machaerotidae. Inga underarter finns listade i Catalogue of Life.